# Arkady Joukovsky
Pour les articles homonymes, voir Joukovski.
Arkady Joukovsky (en russe : Аркадий Илларионович Жуковский, Arkadi Illarionovith Joukovski ; en ukrainien : Аркадій Іларіонович Жуковський, Arkadi Ilarionovytch Joukovsky), francisé en Arcadie Jucovcki, né le 12 janvier 1922 à Cernauti (Roumanie à l'époque, aujourd'hui en Ukraine sous le nom de Tchernivtsi) et mort le 2 octobre 2014 à Paris 20e, est un historien ukrainien.

## Biographie
Arkady Joukovsky a enseigné l'histoire de l'Ukraine à l'Institut national des langues et civilisations orientales (INALCO) à Paris de 1960 à 1987 et à l'université ukrainienne libre de Munich.
Par ses nombreux travaux, il a contribué à resserrer les liens entre l'Ukraine et la France.  Il existe à Sarcelles, un institut de la Société scientifique Chevtchenko dont Arkady Joukovsky a été le président, il est également membre étranger de l'Académie nationale des sciences d'Ukraine.

## Publications
En ukrainien
- Petro Mogila j pitannâ êdnosti cerkov, 1969.

En français
- Histoire de l'Ukraine, Paris, Dauphin, 1993 (rééd. 2005).
- La France et l'Ukraine, Paris, Dauphin, 1998.